# Тюдів (курорт)
Тюдів — гірськолижний курорт в селі Тюдів, находиться в 16 км від Вижниці на території Національного парку «Гуцульщина». Курорт добре підійде для сімейного та індивідуального відпочинку, тут дуже гарні пейзажі та панорами гір.
- Відстані: Івано-Франківськ — 113 км.
- Спуски: траси 200, 600 і 800 м, в тому числі для початківців
- Витяги: витяг завдовжки 800 м, крісельний двомісний витяг, 1500 м.
- Облаштування спусків: освітлення трас.